# Český fond výtvarných umění
Český fond výtvarných umění byla organizace, sloužící v době komunistického režimu jako posuzovatel umění určeného k prodeji nebo k instalaci ve veřejném prostoru a tím i jako nástroj kontroly umělců ve svobodném povolání. Členství ve Svazu československých výtvarných umělců nebo registrace ve Fondu byly podmínkou, aby umělec mohl prodávat svá díla nebo se ucházet o veřejné zakázky.

## Historie
Po roce 1948 přešlo postupně veškeré umělecké dění po sovětském vzoru pod státní organizace řízené komunistickou stranou. Na poli umění byl takovou organizací Svaz československých výtvarných umělců (SČSVU) a Český a Slovenský fond výtvarných umění. V roce 1950 byl SČSVU podle slov jeho ústředního tajemníka Václava Jíchy „nesmlouvavým nositelem marxleninské ideologie a v československém umění prosazovatelem socialistického realismu“. Roku 1956 celostátní Svaz československých výtvarných umělců převzal členy a znárodněný majetek zrušených uměleckých spolků i výtvarných organizací. K zásadní změně ve fungování Fondu došlo až po sjezdu SČSVU v prosinci 1964, kdy byl předsedou zvolen Adolf Hoffmeister a bylo obměněno celé vedení. Roku 1965 byla také ustanovena nová výstavní komise SČSVU, jejímiž členy se stali mj. Zdeněk Palcr, Jiří Šetlík, Jaromír Zemina nebo Jiří Kotalík.
Český fond výtvarných umění (ČFVU) vznikl jako národní „nestátní společenská organizace“ na základě autorského zákona č. 115 ze dne 22. prosince 1953 a nahradil dřívější syndikáty umělců. Kulturní fond byl ovládán prostřednictvím výborů, jejichž členy jmenovaly umělecké svazy – Svaz československých výtvarných umělců a Svaz architektů ČSSR. Náplní jeho práce byl nábor společenských zakázek, prodej výtvarných děl a jejich uplatnění při tvorbě „socialistického životního prostředí“. Fond od konce 60. let tiskl a vydával katalogy umělců k pořádaným výstavám.
Fond až na krátké období ve druhé polovině 60. let podléhal nepřímo kontrole členů Komunistické strany Československa (KSČ) a sehrál neblahou roli v 50. letech i v době normalizace, kdy se stal prostředkem perzekuce nepohodlných umělců. Krajské umělecké komise Fondu měly hodnotit ideovou a uměleckou úroveň předkládaných děl výtvarných umění, posuzovat přiměřenost honoráře i povahu díla pro účely zdanění. Členy komisí byli původně výtvarníci a architekti, ale od počátku 60. let v nich přímo působili zástupci jmenovaní KSČ, ROH a ČSM. Komise se staly prostředkem cenzury obsahové a formální vhodnosti díla a jejich komisaři, nadaní „úřední mocí“, si v nich často vyřizovali osobní spory s výtvarníky. Komisaři si osobovali právo na korigování děl, zdržovali zakázky „neoblíbených“ osob a často byli jmenováni jako loajální zastánci komunistického režimu, ale postrádali odborné předpoklady.
Nejvýznamnější byla Komise pro spolupráci architekta s výtvarníkem, která posuzovala většinu uměleckých intervencí nebo doplňků architektury, ať se jednalo o sochařská díla, pomníky, reliéfy, mozaiky, nástěnné i závěsné malby, vitráže, umělecky kované mříže, atypická svítidla nebo dekorativní prvky interiérů. V 50. letech posuzoval tato díla výbor krajského střediska Svazu československých výtvarných umělců. Závazný právní rámec dala komisím Fondu až vyhláška č. 149 z roku 1961 a vládní usnesení č. 355 z roku 1965, které je považováno za důležitý dokument prosazující propracovaný systém financování monumentálních uměleckých děl v architektuře. V 60. letech byla na výtvarná díla vyčleněna 4 % z celkové ceny stavby a pro většinu výtvarníků byly zakázky do architektury a veřejného prostoru existenciální záležitost. Negativní stanovisko komise mohlo vést ke ztrátě zakázky i respektu objednavatele. Celková suma vyčleněná na realizaci uměleckého díla zahrnovala kromě honoráře (ze kterého strhával 10 % Fond na svou činnost) i platby za veškeré pomocné práce, materiál, přepravu, apod. Výtvarník si vše musel zařídit sám – jak popisuje např. Jan Koblasa, při realizaci reliéfu na letišti Ruzyně – musel osobně shánět i hřebíky, sádru nebo sochařskou hlínu.
Méně ideologicky zatížené byly specializované komise pro grafiku, fotografii, interiéry, užité umění nebo design.
Fond byl rovněž prostředkem politického nátlaku na generaci mladých výtvarníků, kteří se ucházeli o výstavy v galeriích kontrolovaných SČSVU. Členství v SČSVU bylo výběrové a mohl se o ně ucházet pouze akademicky vzdělaný výtvarník. Pokud nebyl výtvarník alespoň registrován ve Fondu, mohl tvořit pouze ve svém volném čase při výkonu běžného zaměstnání.
Fond fungoval až do roku 1994, kdy byl transformován v nadaci Český fond umění.

### Dílo
Podnik Českého fondu výtvarných umění Dílo se sídlem v Praze byl založen roku 1954. Jeho úkolem byla distribuce výtvarných děl, kontrola jejich úrovně, pořádání výstav soudobého umění, zakázková činnost a zřizování speciálních dílen a provozoven sloužících umělcům k realizaci jejich tvůrčích záměrů. Prodejny Díla obchodovaly s uměleckými díly, reprodukcemi nebo knihami o výtvarném umění. Dílo mělo své krajské pobočky a síť prodejen ve větších městech po celé republice. V Praze to byly galerie: Centrum (ul. 28. října 6), Platýz, Zlatá lilie, Vodičkova (č.p. 32), Výstavní síň Umění-Knihy (Vodičkova č.p. 21), Karolinum (Železná 6), Na Můstku (28. října 16), galerie U svatého Martina, později přejmenovaná na ideologicky neutrální U Mozarta (Uhelný trh č.p. 11), Zlatá ulička, Na Újezdě (č.p. 19), Letná (Obránců míru 22), Nusle (Nuselská 5), Dům bytové kultury (obchodní dům Bílá labuť).

#### Galerie podniku Dílo v Praze

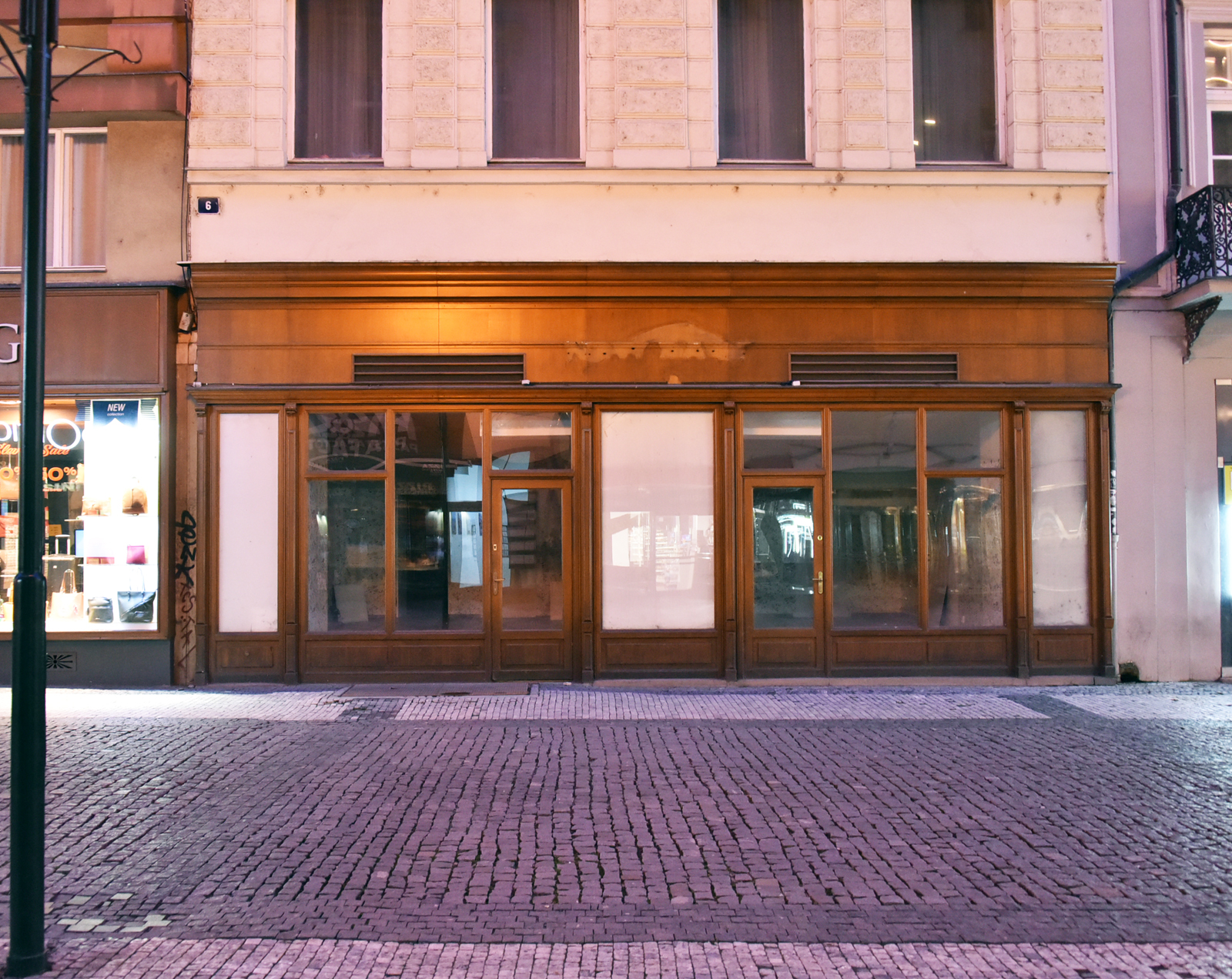
Bývalá Galerie Centrum podniku Dílo, ul. 28. října 6
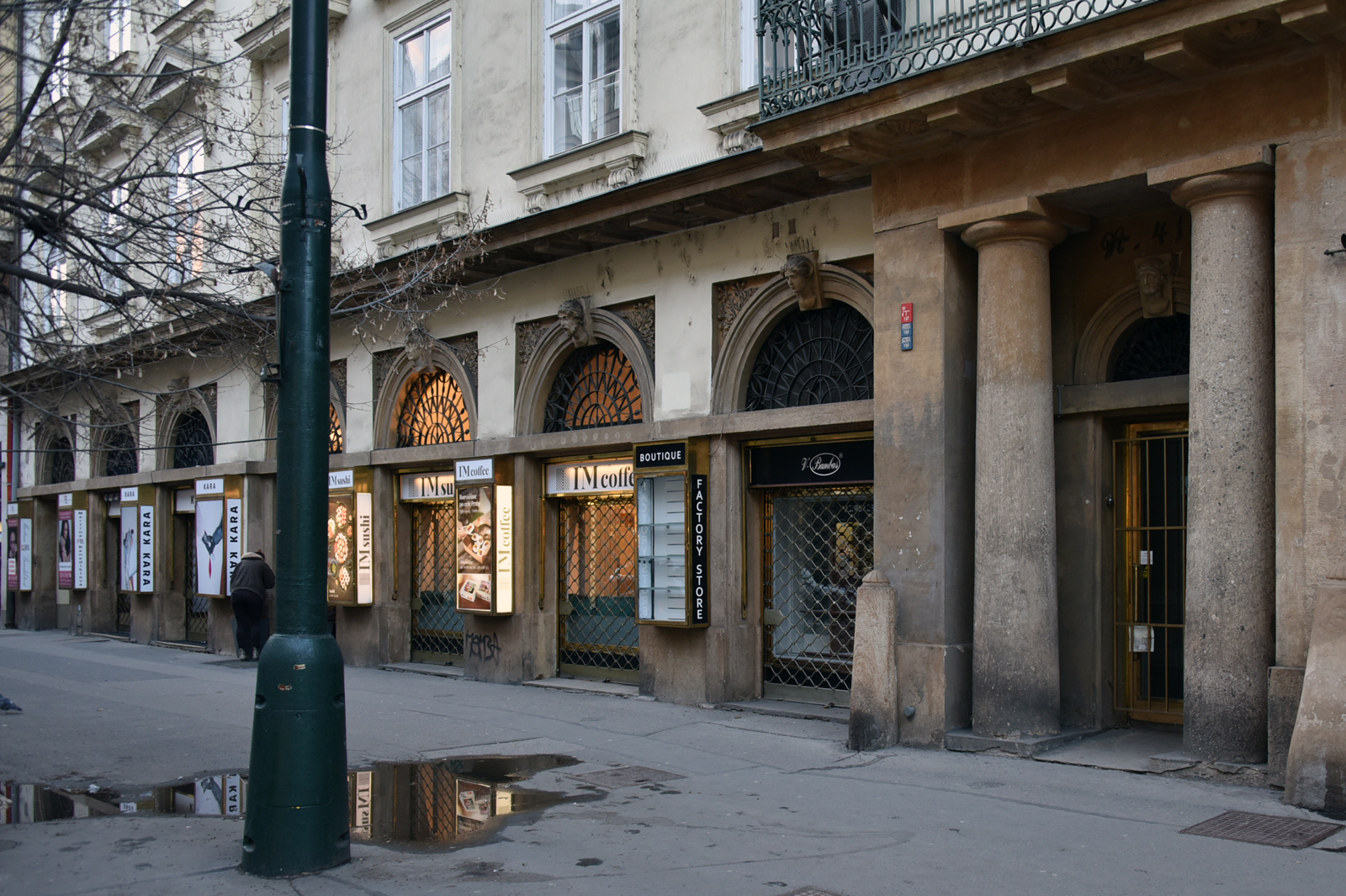
Bývalá Galerie Platýz podniku Dílo, Národní 37
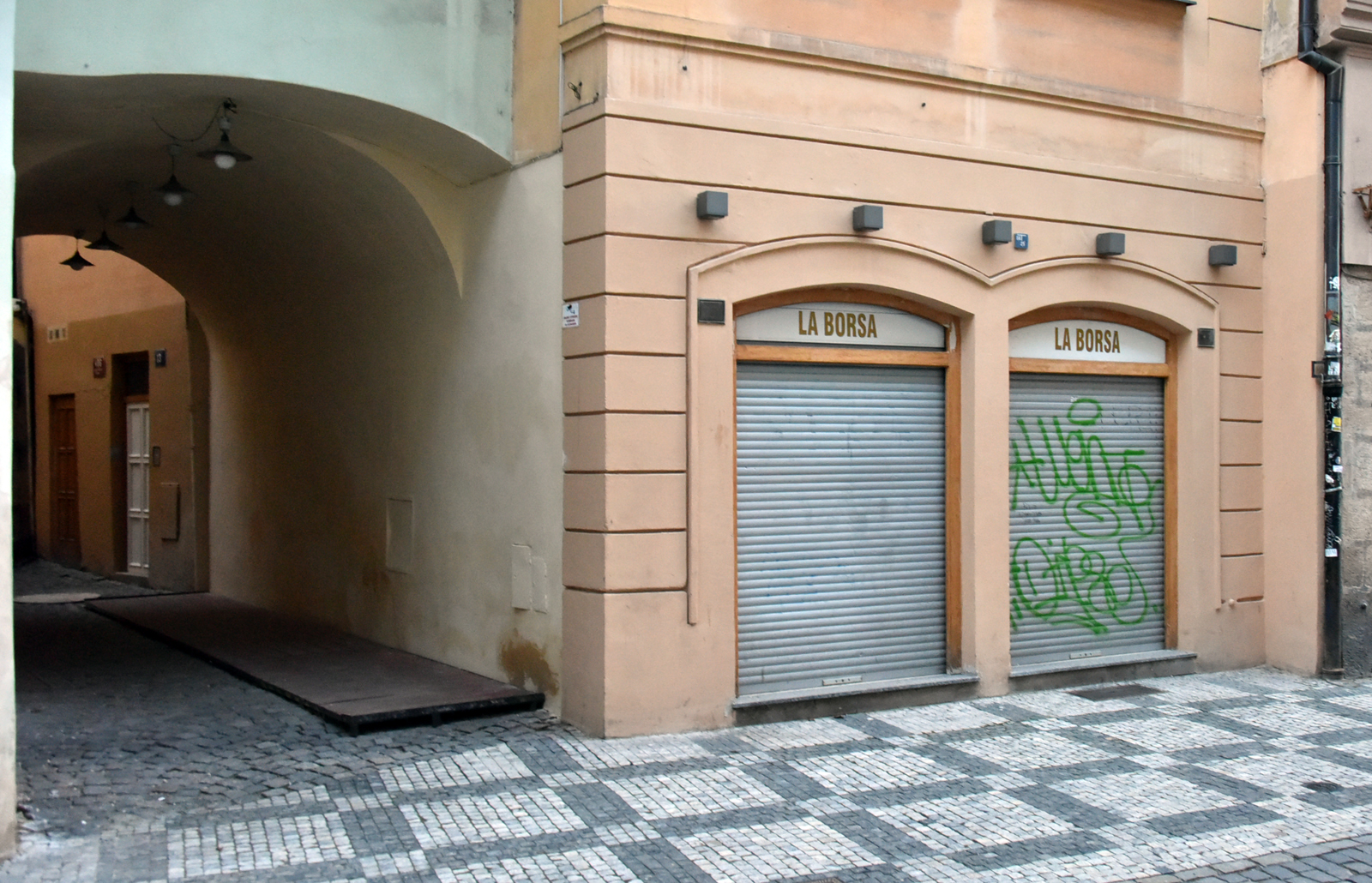
Bývalá Galerie Karolinum podniku Dílo, Železná 6
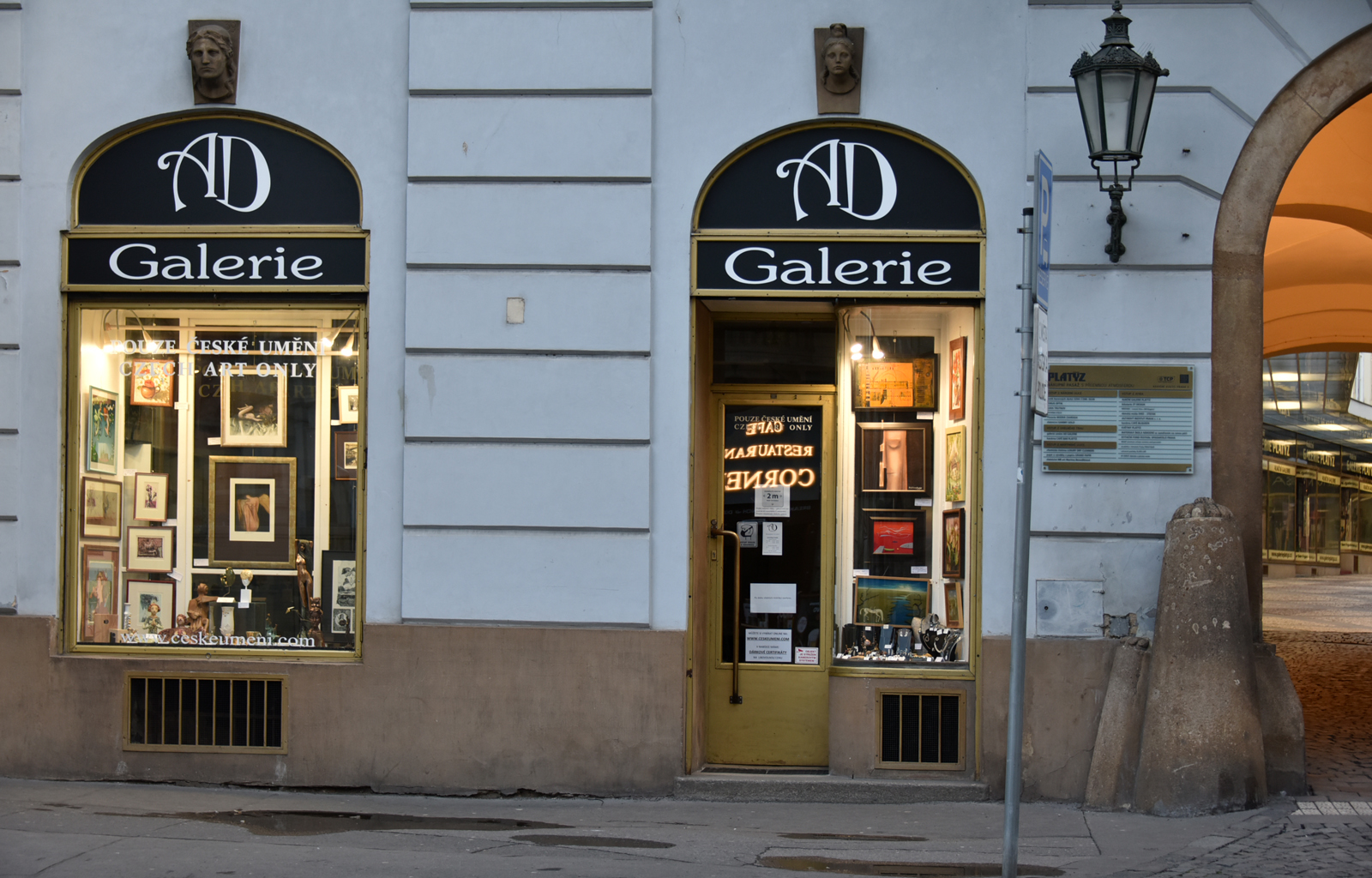
Bývalá Galerie U Mozarta podniku Dílo, Uhelný trh č.p. 11
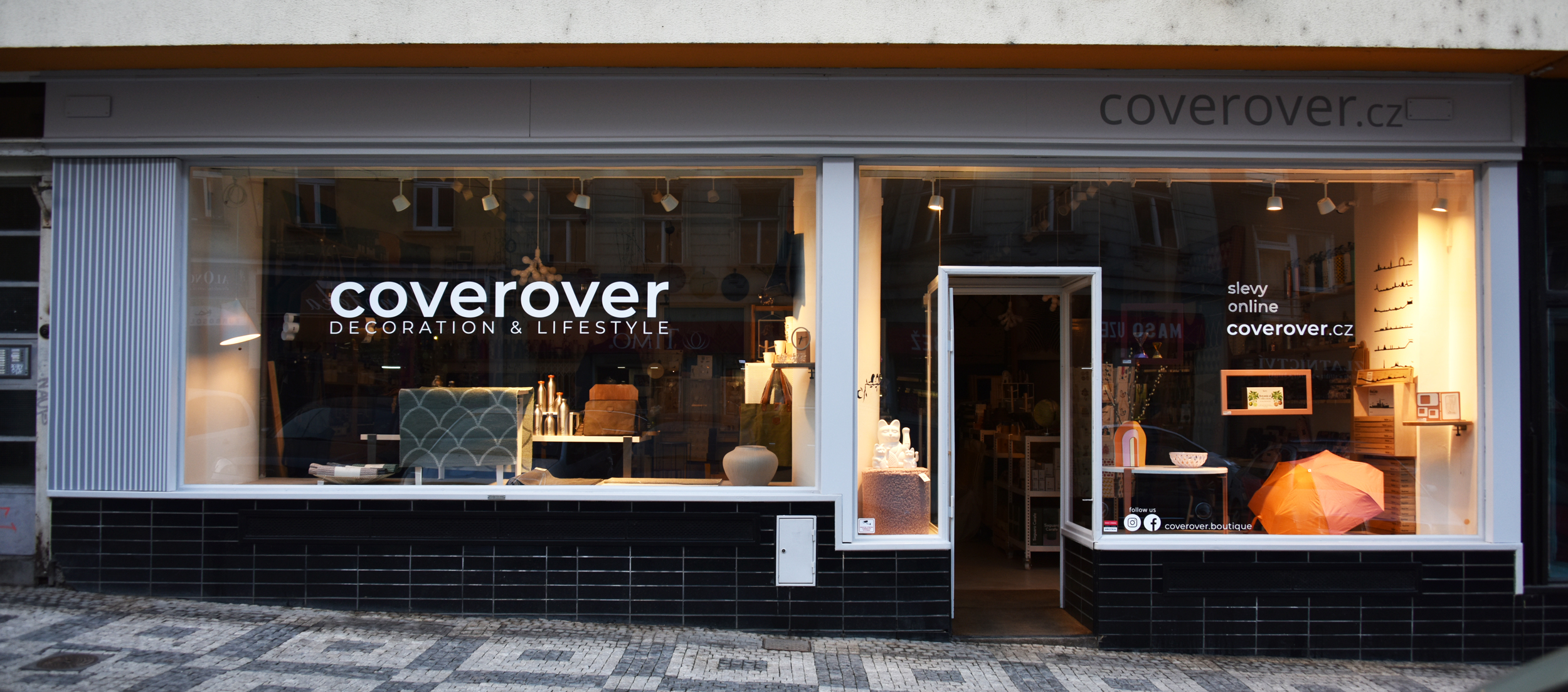
Bývalá Galerie Letná podniku Dílo

Podřízenými složkami podniku Dílo byla Výtvarná a Architektonická služba. Výtvarná služba nabízela investorům „výtvarné dořešení exteriérů a interiérů veřejných budov, volných ploch, náměstí, sídlišť; různé druhy uměleckých děl pro pracovní, společenské a rekreační interiéry; prolézačky a plastiky pro dětská hřiště a dětské koutky; výstavní a drobnou propagační grafiku; umělecké propagační fotografie; umělecké restaurování historických památek; organizování uměleckých soutěží a poradenskou službu při řešení všech výtvarných úkolů“. Zadávání a schvalování jednotlivých uměleckých zakázek, jejich kontrolu a stanovení a výplatu honorářů zajišťovaly odborné komise Výtvarné služby.

### Tvar
Podnik Tvar zajišťoval realizaci výtvarných děl v materiálu, případně budování, úpravy a výstavbu nových provozoven a zařízení sloužících k praktické výrobě artefaktů. Jako výrobní podnik Fondu zajišťoval umělcům litografické dílny, paspartování a rámování a zařizoval vybavení prodejen a realizace výstav. Vyráběl barvy a měl vlastní štukatérskou a truhlářskou dílnu. Problémem byla nízká technická úroveň nebo nevybavenost pro obory, jako bylo umělecké sklářské sochařství.
Umělci jako Mikuláš Medek, Pavel Brázda, Věra Nováková nebo Lubomír Přibyl, kterým režim z politických důvodů nedovolil dokončit studia na Akademii, se nemohli stát členy SČSVU ani se registrovat ve Fondu a ztratili tím zároveň možnost nakupovat materiál v prodejně Tvaru.

### Klub přátel výtvarného umění
Již od roku 1956 fungoval jako organizace Fondu Klub přátel výtvarného umění, který jako sdružení milovníků umění navázal na tradici Družstevní práce. Měl kancelář v Nové síni a členům klubu po zaplacení příspěvku vydával legitimaci, která je opravňovala k bezplatnému vstupu na výstavy. Název klubového časopisu Panorama převzal rovněž od Družstevní práce. Klub se věnoval pořádání přednášek a besed o výtvarném umění, organizoval společné exkurze na výstavy, do památkových objektů a uměleckých sbírek, promítání filmů o výtvarném umění, cesty za uměním (dle katalogu ARS VIVA a aktivit jednotlivých poboček) a návštěvy ateliérů umělců.

### Ochranná organizace autorská
Ochranná organizace autorská zajišťovala příjmy Fondu z autorských honorářů a ze zápůjček uměleckých děl, ale na ochranu autorských práv žádné úsilí nevyvíjela.

### Nadace českého výtvarného umění (po roce 1994)
Nadace Český fond umění v roce 1997 založila samostatnou Nadaci Český fond architektury (později přejmenovanou na Nadaci české architektury) a v roce 2008 změnila svůj název na Nadaci českého výtvarného umění. Nadace provozuje rekonstruovanou výstavní síň Mánes, jejíž koncepce musela být změněna na komerční kunsthalle, aby bylo možné splácet bankovní úvěry. Jmění Nadace českého výtvarného umění tvoří z největší části nemovitosti (Mánes, Lovecký zámeček Aleje, statek v obci Staré Splavy), vložené finanční prostředky a příspěvky Nadačního investičního fondu. Formou nadačních příspěvků (grantů) Nadace podporuje výtvarné projekty a je spolupořadatelem výstav.